# Alcione Albanesi
Alcione de Albanesi (São Paulo, 31 de março de 1962) é uma empresária e filantropa brasileira, fundadora da FLC Lâmpadas e da ONG Amigos do Bem. Ela viajou à China em 1992 e introduziu as primeiras lâmpadas econômicas no Brasil, tornando-se líder de mercado. Em 2014, inaugurou a primeira Fábrica de LED no país.
Em 1993, fundou a "Amigos do Bem", um dos maiores projetos sociais do Brasil que atende por meio de projetos educacionais e autossustentáveis a 60 mil pessoas, que vivem em extrema miséria no sertão nordestino. Vencedora de diversos prêmios, entre eles, Empreendedor do Ano, da Ernst Young, Prêmio Claudia, da Ed. Abril, Projeto Generosidade da Ed. Globo e Trip Transformadores, da Ed. Trip.

## Biografia
Albanesi nasceu prematura de sete meses, em São Paulo, filha do ítalo-argentino Serafín Albanesi e da brasileira Guiomar de Oliveira. Quando criança, fazia rifas dos presentes que ganhava e guardava o dinheiro. Aos 5 anos, ia ao Ceasa em busca de algum vendedor para doar alimentos à creche que sua mãe ajudava. Aos 14 anos, fez um intercâmbio nos Estados Unidos, para estudar inglês e, quando retornou, começou a trabalhar como modelo, mas já tinha interesse em empreender. Com o dinheiro das rifas, montou, aos 16 anos, uma loja de confecção, na Santa Ifigênia, e, aos 17 anos, já tinha 80 funcionários.
Em 1992, ao visitar os Estados Unidos, encontrou em uma loja uma lâmpada fluorescente sendo vendida com um valor muito abaixo do que no Brasil, onde ainda era novidade. Ao perceber que o produto era fabricado na China, resolveu ir ao país em busca de uma lâmpada que tivesse o melhor preço para vender no Brasil. Nessa, que foi a primeira viagem de 71, voltou ao Brasil com dois contêineres cheios de lâmpadas. Entretanto, o negócio deu errado, já que, por incompatibilidade de sistemas, ela acabou tendo um prejuízo de US$ 100 mil.
Foi dessa forma que Albanesi, aos 25 anos, entrou no negócio de materiais elétricos. Fundou a FLC Lâmpadas, no ano seguinte, em 1993, e, buscando inovação e eficiência na parte de energia, tornou-se líder de vendas, com 40% de share de mercado. No mesmo ano, após ver notícias sobre a miséria no semiárido do país, Alcione reuniu um grupo de amigos para arrecadar alimentos e roupas, para distribuir no Nordeste durante o Natal, criando a Amigos do Bem. Em 2001, reuniu os quatro filhos para fazer um anúncio, eles acreditavam que ela estava grávida novamente, mas era, na verdade, para dizer que a partir de então ela passaria dez dias por mês no sertão nordestino para ajudar milhares de pessoas com o projeto social.
Os dois projetos de Albanesi foram crescendo paralelamente. E, em 2014, ela inaugurou uma fábrica de lâmpadas LED no Brasil e, no mesmo ano, decidiu vender a FLC e dedicar-se integralmente à Instituição Amigos do Bem, que se tornou o maior projeto social do país.
Atualmente, ela é considerada um das 500 personalidades mais influentes da América Latina pela Bloomberg Brasil e é vencedora do Prêmio Melhores & Maiores da Revista Exame, na categoria Empreendedor Social.